# Рентабельність обігових активів
Рентабельність обігових активів (Return on current assets) демонструє можливості підприємства в забезпеченні обсягу річного прибутку по відношенню до середньорічної суми обігових коштів компанії. Чим вище значення цього коефіцієнта, тим більше ефективно використовуються обігові кошти.
Розраховується за формулою:
RCA = Чистий прибуток / Оборотні активи.
Для розрахунку за місяць, квартал або півріччя сума прибутку множиться відповідно на 12, 4 або 2. При цьому використовується середня за розрахунковий період величина обігових активів.
Згідно з міжнародними стандартами бізнес-планування застосовується як один з фінансових показників ефективності бізнес-планів